# Присцилла (лунный кратер)

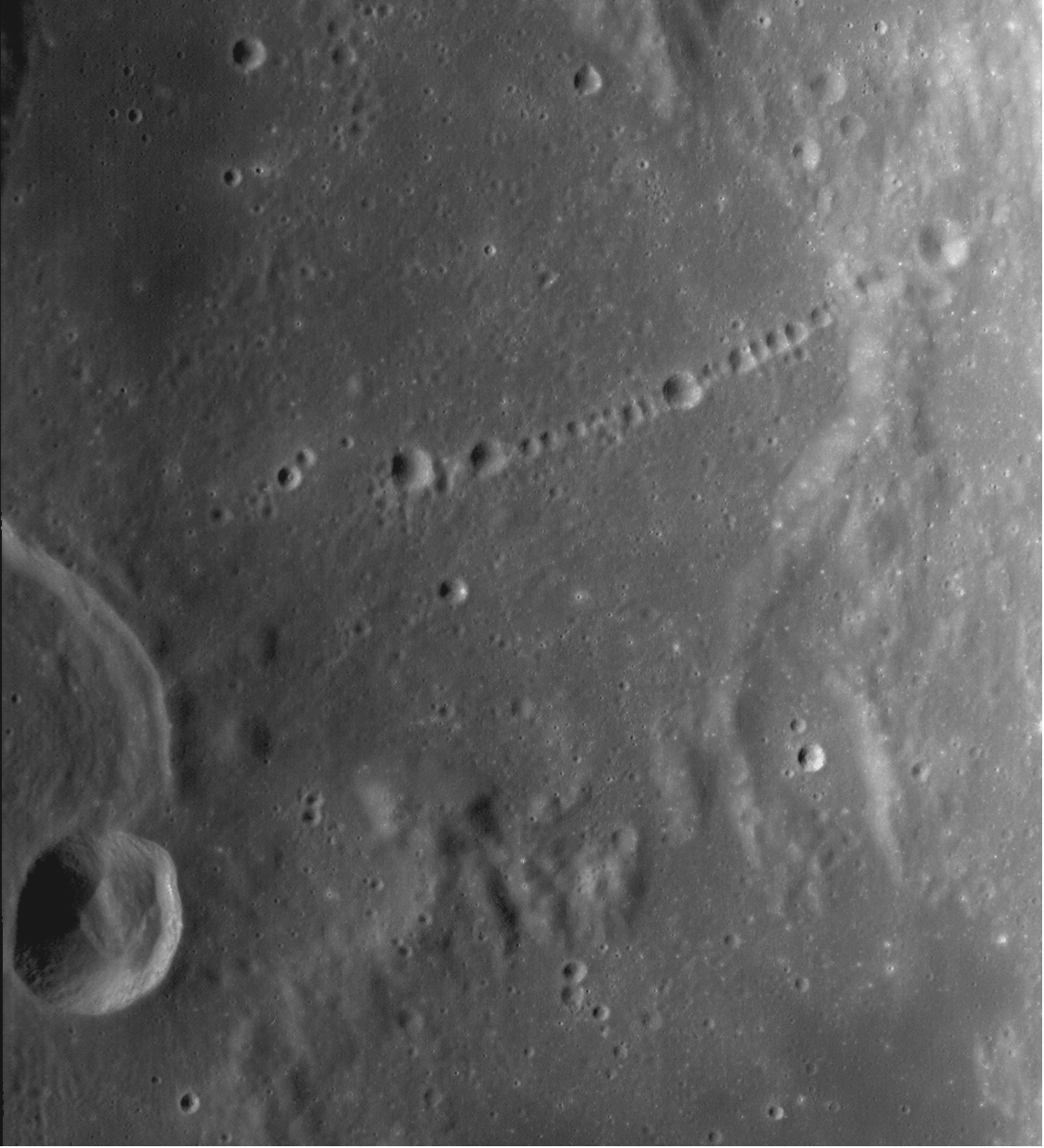
Цепочка кратеров Дэви - снимок зонда Lunar Reconnaissance Orbiter.

Кратер Присцилла (лат. Priscilla) — маленький ударный кратер на видимой стороне Луны входящий в состав цепочки кратеров Дэви на восточной окраине моря Облаков. Название дано по латинскому женскому имени, утверждено Международным астрономическим союзом в 1976 г.

## Описание кратера
В цепочку кратеров Дэви входят также кратеры Алан, Делия, Осман, Сузан и Гарольд. Кроме этого ближайшими соседями кратера являются кратер Пализа на севере; кратер Птолемей на северо-востоке; кратер Альфонс на юго-востоке; кратер Дэви на юго-западе. Селенографические координаты центра кратера 10°58′ ю. ш. 6°13′ з. д. / 10,96° ю. ш. 6,21° з. д., диаметр 1,5 км, глубина 0,33 км.
Кратер имеет правильную циркулярную чашеобразную форму. Юго-западный и северо-восточные участки вала спрямлен соседним импактом. Высота вала над окружающей местностью составляет 70 м, объем кратера приблизительно 0,23 км³.

## Сателлитные кратеры
Отсутствуют.